# كلورس أليف الملح
كلورس أليف الملح (الاسم العلمي:Chloris halophila) هو نوع من النباتات يتبع جنس الكلورس من الفصيلة النجيلية.